# 首龍屬
首龍（屬名：Pendraig，在中古威爾斯語意為「首領蜥蜴」，或譯首領龍、酋長龍）是種在英國南威爾斯發現的基礎獸腳類恐龍，生存於三疊紀晚期並成為英國已知最古老的恐龍之一。身長僅1公尺。化石於20世紀中葉就已發現，但長期雪藏於博物館而一度遺失，直到最近被重新尋獲，並於2021年命名、發表為模式種米氏首龍（Pendraig milnerae），種名紀念古生物學家安琪拉·米爾納。

## 歷史
1952年在南威爾斯的泉水谷採石場發現了許多化石，其中包括一種小型獸腳類遺骸。1983年戴安·沃倫納（Diane Warrener）在一篇論文中描述這些化石，並將其分類至傳統上定義為小型獸腳類的虛骨龍類中。2000年奧利佛·勞赫特（Oliver Rauhut）重新描述了化石並歸入合踝龍未命名種，與大歿龍、原美頜龍近緣。2010年彼得·高爾頓將其歸入腔骨龍。2018年的記載聲稱化石已遺失。但其實是與一些鱷魚骨頭保存於同一個盒子中，直到最近由安琪拉·米爾納和蘇珊娜·梅德曼特重新找出來。
2021年史蒂芬·史皮克曼（Stephan N.F. Spiekman）等人命名、描述了模式種米氏首龍（Pendraig milnerae）。屬名由中古威爾斯語的pen（首領、酋長之意）加上draig（龍）組成，代指烏瑟王（亞瑟王的父親）。種名則致敬安琪拉·米爾納，她於發表前幾個月去世。
正模標本NHMUK PV R 37596出土於三疊紀沉積層較古老的裂隙填充中，年代可能介於諾利期（2億1470萬年前）至瑞替期（2億130萬年前）之間。是個缺乏頭骨的部分骨骼，包含兩個後部脊椎、四個薦椎、骨盆、右髂骨、左股骨。其他歸入標本有NHMUK PV R 37596：一個中部或後部脊椎；NHMUK PV R 37597：一個左坐骨。最後那個標本曾於1983年被描述過，但後來米爾納再也沒能從倫敦自然史博物館中找出來。當時描述的其他部位也是同樣情況，包含指骨、爪子及可能的蹠骨。2021年指出這些骨頭已經無從確認其歸屬。正模標本個體的年齡未知，缺乏任何顯示成熟狀態的明顯特徵。

## 描述
首龍是很小的動物，身長估計只有1公尺。
鑑定特徵（包括某些自衍徵）有：髂骨前片頂緣大幅前傾，後片頂緣突然下彎，使側視後底點構成65度銳角；脊椎放射突出形式不同於任何其他已知早期新獸腳類，缺乏複雜的下椎弓突－下椎弓凹輔助關節、神經棘前部的加寬。
獨特特徵組合（特徵本身並不獨特）：後部脊椎椎體大幅加長，比前部高度長2.6倍；恥骨有個孔穿透；坐骨有發育良好的板狀軸前緣，但下側缺乏形成U或V形凹的後點；股骨第四轉子突出至軸寬的一半。

## 分類
2021年研究將首龍分類在腔骨龍超科，比盤古盜龍進階，與盧西亞諾獵龍、鮑威爾獵龍、卡岩塔合踝龍＋腔骨龍科的演化支，一同構成關係未解決的多分支，如下圖所示：
|  | 盧西亞諾獵龍屬 Lucianovenator                                                                              |
|  | |
|  | 首龍屬 Pendraig                                                                                            |
|  | |
|  | 鮑威爾獵龍屬 Powellvenator                                                                                 |
|  | |
|  | \| \| 卡岩塔合踝龍（英语：Coelophysis kayentakatae） "Syntarsus" kayentakatae \| \| \| \| \| \| 腔骨龍科 Coelophysidae \| \| \| \| |
|  | |
|  | 卡岩塔合踝龍 "Syntarsus" kayentakatae                                                                      |
|  | |
|  | 腔骨龍科 Coelophysidae                                                                                     |
|  | |

|  | 卡岩塔合踝龍 "Syntarsus" kayentakatae |
|  |                                       |
|  | 腔骨龍科 Coelophysidae                |
|  |                                       |

|  | 盧西亞諾獵龍屬 Lucianovenator                                                                              |
|  | |
|  | 首龍屬 Pendraig                                                                                            |
|  | |
|  | 鮑威爾獵龍屬 Powellvenator                                                                                 |
|  | |
|  | \| \| 卡岩塔合踝龍（英语：Coelophysis kayentakatae） "Syntarsus" kayentakatae \| \| \| \| \| \| 腔骨龍科 Coelophysidae \| \| \| \| |
|  | |
|  | 卡岩塔合踝龍 "Syntarsus" kayentakatae                                                                      |
|  | |
|  | 腔骨龍科 Coelophysidae                                                                                     |
|  | |

|  | 卡岩塔合踝龍 "Syntarsus" kayentakatae |
|  |                                       |
|  | 腔骨龍科 Coelophysidae                |
|  |                                       |

## 古生態學
諾利期的英國南部，即首龍生活的地區，是一系列由古老石灰岩構成的島嶼，形成摺曲地形並被擠壓向上。首龍可能與原始鱷形超目陸鱷、基礎蜥腳形亞目泉水谷龙共存。